# Alodeltocephalus obliquus
Alodeltocephalus obliquus är en insektsart som beskrevs av Evans 1938. Alodeltocephalus obliquus ingår i släktet Alodeltocephalus och familjen dvärgstritar. Inga underarter finns listade i Catalogue of Life.